# Дафнеро
Дафнеро̀ или Вайпеш (на гръцки: Δαφνερό, катаревуса:  Δαφνερό, Дафнерон, до 1927 година Βάιπες, Вайпеси) е село в Република Гърция, дем Горуша (Войо), област Западна Македония.

## География
Дафнеро е разположено 690 m надморска височина, на тераса над река Бистрица (Алиакмонас) в югозападните склонове на планината Червена гора (Вуринос) на 10 km югоизточно от град Сятища и на 21 km югозападно от Кожани.

## История

### В Османската империя
Селото е споменато за пръв път в кондиката на Завордския манастир в 1534, а по-късно отново в 1692 година и вероятно е заделено в около 1500 година. В местността Палеокастро (в превод Стара крепост) има следи от старо селище.
В XIX век Вайпеш е село в Гревенската каза на Османската империя. Енорийската църква „Успение Богородично“ е от 1838 година.
Васил Кънчов в статистиката си отбелязва Вайписъ през 1900 година като село в Анаселишка каза със 160 жители гърци християни и 160 гърци мохамедани, но има придвид най-вероятно днешното Химерино. На етническата си карта обаче той поставя Vaipes в Гребенската каза на мястото на днешното Дафнеро като чисто гръцко село.
На Етнографската карта на Битолския вилает на Картографския институт в София от 1901 година Вапис е смесено село гърци, турци и помаци (гърци мохамедани) в казата Населица на Серфидженския санджак с 64 къщи.
В началото на XX век селото е под върховенството на Цариградската патриаршия. Секретарят на Българската екзархия Димитър Мишев посочва, че във Vaïpis живеят 800 гърци патриаршисти.
Жителите на селото подпомагат дейността на Гръцката въоръжена пропаганда на север в Костурско в 1903 – 1908 година. Дори местният албански бей Каплан подпомага гръцкия комитет и се среща с Павлос Мелас. Когато Каплан бей е принуден да напусне селото завещава богатството си на църквата и училището.
Според статистика на Серфидженския санджак на гръцкото консулство в Еласона от 1904 година във Вайпеси (Βαϊπεση), Гревенска каза, живеят 46 гърци елинофони християни.

### В Гърция
През Балканската война в 1912 година в селото влизат гръцки части и след Междусъюзническата в 1913 година Вайпеш остава в Гърция. През 20-те години мюсюлманското му население му се изселва в Турция и на негово място са настанени бежанци от Турция. В 1928 година селото е смесено местно-бежанско с 23 семейства и 83 жители бежанци.
През 60-те години започва масова емиграция отвъд океана към САЩ, Канада и Австралия. На 13 май 1995 година селото пострадва от Гревенското земетресение, което разрушава повечето къщи.
Край селото има три църкви – „Свети Николай“, „Света Параскева“ и гробищната „Свети Атанасий“.
Населението традиционно произвежда жито, тютюн и други земеделски продукти, като се занимава и със скотовъдство.
| Година    | 1913 | 1920 | 1928 | 1940 | 1951 | 1961 | 1971 | 1981 | 1991 | 2001 | 2011 | 2021 |
| --------- | ---- | ---- | ---- | ---- | ---- | ---- | ---- | ---- | ---- | ---- | ---- | ---- |
| Население | 43   | 64   | 138  | 214  | 166  | 205  | 154  | 141  | 121  | 81   | 72   | 54   |